# Лековима изазван еритемски лупус
Лековима изазван еритемски лупус (ЛИЛ), медикаментозни лупус, је аутоимуна болест и једна од три главна облика лупуса. У односу на друга два (системски и дискоидни еритемски лупус), лековима индукован лупус је најмање уобичајен и најлакши за лечење. Најчешће од овог облика лупуса оболевају мушкараци старији од 50 година, вероватно због лекова које ова популацији употребљава. Зашто се код неких особа развија овај облик лупуса, а код други не, тачан узрок се не зна али се претпоставља да је он повезан са метаболизмом лекова код особа које оболевају од лековима индукованог лупуса (ЛИЛ).

## Епидемиологија
Око 10% од 500.000 случајева системског еритемског лупуса (СЕЛ), у САД манифестује се као лековима изазван еритемски лупус.
Смртност код лековима изазваног еритемског лупуса је изузетно ретка и ако до ње дође, најчешће је последица инсуфицијенције бубрега.
Нема статистички значајних разлика у преваленци болести између мушкараца и жена, насупрот СЕЛ где је учешће жена знатно веће него код мушкараца (однос 9:1).
Старост пацијената код лековима изазваног еритемског лупуса је 50-70 година, за разлику од оних са СЕЛ (код којих је просечна старост 29 година). Старије особе генерално су осетљиви на лековима изазваног еритемског лупуса(највероватније због старошћу нарушеног метаболизма).

## Етиологија
Није у потпуности јасно шта узрокује лековима изазван еритемски лупус?
Није јасно зашто су неки људи склони на појаву лековима изазваног еритемског лупуса, док други нису?
Особе које имају продужен или успорен метаболизам лекаова склоне су повећаном ризику од развоја болести. Према неким истраживањима ову склоност поседује око 50% људске популације (свих раса). 
Такође је истраживањем установљено да иста врста лекова које изазива лековима изазван еритемски лупус, може да подстакне ремисију или изненадну појаву симптома, код болесника са системским еритемским лупусом.
Неке од најчешћих претрпоставки за настанак лековима изазваног еритемског лупуса су: 
- Лек омета ензиме, који обично утичу на појаву лупуса.
- Метаболичке промене у организму могу изазвати лупус.
- Метаболити лекова везује се за протеине, изазивајући медикаментно-протеинске комплексе који потенцирају активност лимфоцита.
- Комбинација више поремећаја која резултује појавом лековима изазваног еритемског лупуса.

До сада је преко 100 врсте лекова идентификовано као могући узрок лековима индукованог лупуса, јер садрже метаболите који изазивају оксидативни метаболизам.
| Фармаколошка група              | Заштићени назив лека |
| ------------------------------- | -------------------- |
| Антиаритмици                    |                      |
| Антитубекулитици                |                      |
| Антифунгициди                   |                      |
| Антиконвулзиви                  |                      |
| Хормонски лекови                |                      |
| Антихипертензиви                |                      |
| Антиинфламаторни лекови         |                      |
| Антипсихотици                   |                      |
| Лекови за снижавање холестерола |                      |
| Биологици - Цитокини            | )                    |
| Лекови за инхалацију            |                      |
| Остале категорије лекова        |                      |

Најчешћи лекови који проузрокују лековима изазван еритемски лупус су из групе;
- хидралазина (уесталост око 20%) - користи за лечење повишеног крвног притиска.
- прокаинамида(учесталост око 20%) - користи за лечење неправилог ритма срца.
- изониазида (лекови за лечење туберкулозе).
- фенилтоина (лек за лечење епилепсије)

Само 4% оних који користе ове лекове оболева од лековима изазваног еритемског лупуса, а само 4% од тих људи ће и испољити симптоме болести.

### Могући механизми
Постоје бројна опречна мишљења и неслагања о процесима који воде ка настанку лековима изазваних аутоимуних поремећаја у организму. Лековима изазван еритемски лупус је први пут описан пре скоро 50 година и био је предмет многих истраживања. Међутим, узроци овог поремећаја се тек данас почињу да схватају.
- Једна од претрпоставки је да неки лекови ометају ензиме, који би иначе ограничавали дејство одређених гена. Резултат тога је појава неспецифичних хиперимуних стања у организму човека.
- Међутим бројни докази указују да поремећај није изазван само леком, већ и метаболичким променама које он претрпи у телу, што га доводи у стање да реагују са имунским системом.
- Друга могућност је, да када се метаболити лека вежу за одређене беланчевине, настају специфични протеински комплекси, који активирају специфичне лимфоците и рекцију на лек изазивајући оштећења околних ткива и стимулацију других суседних лимфоцита.
- У студијама спроведеним на мишевима откривени су метаболити лекова у тимусу (једаном од главних лимфних органа који обликује Т лимфоците). Као резултат дејства тих метаболита настаје одређена врста аутоантитела, која су присутна у лековима изазваном еритемском лупусу. Ови налази указују на људске тимус као место где ови процеси највероватније почињу.
- Могуће је да више чинилаца учествује у настанку лековима изазваног еритемског лупуса, као и да већина случајева системског и лековима изазваног лупуса настаје спонтано.

## Клиничка слика
Лековима изазван еритемски лупус најчешће се испољава блажом клиничком сликом у односу на системски еритемски лупус. Ови симптоми најчешће се јављују неколико недеља или чак месеци, након почетке употребе лекова.

### Анамнеза
У анамнези болесника доминира следећа симптоматологија;
- Артралгиа, (је присутна код 90% пацијената, али обично нису праћене запаљењским променама у зглобовима, међутим, синовитис може бити присутан. Артралгиа је често и једина клиничка манифестација ЛИЛ.
- Лимфаденопатиа
- Осип (често се испољава као полициклични, еритемски осип настао на сунцем изложеним областима тела),
- Грозница, губитак тежине и замор (око 50% пацијената има ове симптоме).
- Миалгија (болови у мишићима), (50% пацијената са ЛИЛ жале се на болове у мишићима).
- Одложена појава симптома, појава симптома ЛИЛ јавља се од 3 недеље до 2 године од почетка узимања лекова.
- Клинички симптоми се побољшавају обично врло брзо након престанка употребе лекова, док се антинуцлеарна антитела и други серолошки маркери полако снижавају вредности према нормалном нивоу.
- Одсуство промена на бубрегу и у централном нервном систему више указују на ЛИЛ него на СЕЛ. Изузетак су високе стопе (нпр. 5-10%) гломерулонефритиса, у лековима изазваном еритемском лупусу међу, болесницима које употребљавају хидралазине.
- Изузетно ниска стопа смртности, и обично је изазвана оштећењем бубрега.

### Физикални налаз
физикални налаз карактеришу следеће промене; 
- Спленомегалија(увећање слезине)
- Хепатомегалија (увећање јетре)
- Запаљење плућне марамице(плуритис)
- Запаљење срчане марамице(перикардитис).
- Грозница
- Запаљење мозга (ретко)
- Нефритис (ретко)
- Кожни налаз, је присутан у око 25% свих болесника са ЛИЛ.

| Системски еритемски лупус            | Лековима изазван еритемски лупус                                        |
| ------------------------------------ | ----------------------------------------------------------------------- |
| Чиреви на слузокожи                  | Пурпура                                                                 |
| Кружне (дискоидне) плаже на кожи     | Еритемски нодуси (болне отеклине (чворићи), најчешће на екстремитетима) |
| Губитак косе (Алопециа)              | Еритематозне папуле (обично на сунцу изложеним деловима)                |
| Лимфаденопатиа у 35-50% оболелих     | Лимфаденопатиа у < 25% оболелих                                         |
| Рејноов феномен у 35-50% оболелих    | Рајнодов синдом у < 25% болесника                                       |
| Артритис и артралгија у око 75%      | Артритис и артралгија у око 75% болесника                               |
| Компликације (нефритис, енцефалитис) | Ретко се јављају компликације                                           |

## Дијагноза
Лековима изазван еритемски лупус се обично дијагностикује на основу;
- Два или више симптома системског еритемског лупуса, (види критеријуме за дијагнозу лупуса)[6] насталих након почетка употребе одређених лекова.
- Престанак употребе лекова (ако се симптоми губе после престанка примене лекова).
- Имаунолошким тестовима - АНА (тест антинуклеарних антитела) и титар типичних антитела који се примењују код системског лупуса нису корисни у дијагностици ЛИЛ и обично се на њих не можемо ослањати у дијагностици.

| Налаз                               | Системски еритемски лупус | Лековима изазван еритемски лупус |
| Клинички                            | - Просечна старост болесника 20-30 година - Више се јавља код црнца него код белаца - Заступљеност (женско-мушки однос 9:1)                                                                | - Просечна старост болесника 50-70 година - Више се јавља код белаца него код црнца - Заступљеност (женско-мушки однос 1:1)                                                                      |
| Лабораторија                        | - Антихистоне антитела у 50% - Анти-дсДНА присутна у 80% - Ц3/Ц4 смањење нивоа - Кожни налази у> 75% - Рајнодов синдром у 50% - Антинуклеарна антитела у> 95%                              | - Антихистоне антитела у> 95% - Анти-ссДНА присутна - Анти-дсДНА ретко присутан - Ц3/Ц4 у нивоу нормалног - Кожни налаз налази у ~ 25% - Рајнодов синдром у 25% - Антинуклеарна антитела у > 95% |
| Имунофлуоресценција Хистопатологија | - Директниа имунофлуоресценција открива зрнасто таложење имуноглобулина Г на дермоепидермалним укрштању. - Лимфохистоцитоза повезана са дерматитисом - Апоптоза са базалном вакуолизацијом | - Исто као код СЕЛ |

## Терапија
Симптоми код лековима изазваног еритемског лупуса, се обично у року од недељу дана јасно заустављањају и постепено повлаче након престанка употребе лека који изазивају лупус. Међутим, резидуална антитела су присутна у организму оболелог и дуже време после прекида коришћења идентификованог узрочника.
Генерално, нема посебног третмана за овај облик лупуса од оног који је је већ познат (види лупус). 
Ако се код болесника са ЛИЛ примене антиинфламаторни лекови, то може довести до погрешног постављања дијагнозе јер долази до маскирања симптома. Такође ниске дозе системских кортикостероида могу се прописати за краће периоде употребе, ако су симптоми код лековима изазваног еритемског лупуса тежи (нпр., полиартритис праћен упалом у многим зглобовима истовремено).

### Активности болесника
- Нема ограничења за обављање специфична делатности које су одобрене од стране лекара
- Нормална активности болесници могу наставити када се повуку симптоми артралгије (болова у зглобовима) и миалгије (болова у мишићима).

### Наставак лечења
- По завршеној дијагностици и санацији симптома и спроведеног иницијалног лечења, болесници са лековима изазваним еритемским лупусом и даље се амбулантно, морају пратити како би се правовремено откриле евентуалне последице. Прати се ниво антинуклеарних антитела, анти ссДНА, против дсДНА, ниво антихистонских антитела, ниво комплемента у серуму, као и налаз урина.

Наставља се и праћење стања срца, бубрега и стање плућних функција, ако је било симптома од стране ових органа у почетку болести.

### Компликације
У ретким случајевима, болесници могу умрети због поремећаја у раду бубрега.

### Прогноза
- Прогноза[8] је одлична када је правовремено прекинута употреба лека (узрочника).
- Опоравак се обично јавља неколико дана или недеља од почетка болести.